# Parlementaire basis
De term parlementaire basis verwijst naar een of meer politieke partijen die een minderheidsregering van het eigen ideologische blok aan een meerderheid in het parlement helpt of helpen, door gedoogsteun te leveren.
Het begrip is afkomstig uit Denemarken waar de politieke cultuur vanwege negatief parlementarisme gedomineerd wordt door blokpolitiek, maar is ook van toepassing op Zweden en Noorwegen. Het werken met een parlementaire basis creëert een spanningsveld voor de betreffende minderheidsregering. Zo heeft zij de mogelijkheid om op verschillende thema’s met wisselende meerderheden te werken, terwijl zij tegelijkertijd de belangen en tevredenheid van de partijen in de parlementaire basis moet waarborgen.

## Werking
In landen met blokpolitiek zoals Denemarken, behaalt een rood of blauw blok als geheel vaak een meerderheid. Vanuit die positie neemt de grootste partij van het winnende blok regeringsverantwoordelijkheid op zich. De overige partijen van het winnende blok hebben de keuze om mee te regeren of om enkel als steunpartij te fungeren. Een gedoogpartner levert geen bewindslieden, maar zorgt er wel voor dat het betreffende blok een parlementaire meerderheid behoudt.

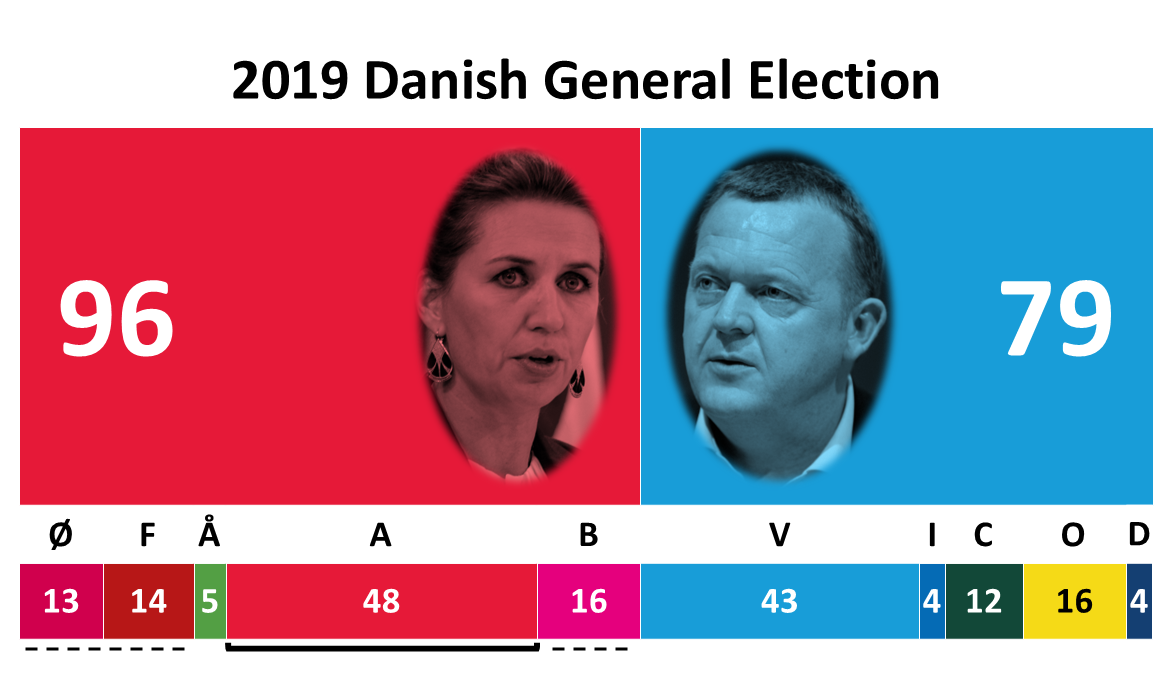
In 2019 won het rode blok de verkiezingen waarna een minderheidsregering werd gevormd door de Sociaaldemocraten. De parlementaire basis werd gevormd door de Sociaal-liberalen, Socialistische Volkspartij en de Rood-Groene Eenheidslijst. De groene partij Het Alternatief was niet nodig voor een meerderheid en nam plaats in de oppositie.

## Oppositie
Een partij krijgt de rol van parlementaire basis alleen wanneer deze nodig is om de meerderheid te behouden. Dit kan betekenen dat, wanneer een blok ruim wint, een kleinere partij ervoor kiest om plaats te nemen in de oppositie. Een voorbeeld hiervan is de partij Alternativet, die in 2019 vijf zetels behaalde, maar niet nodig was voor de meerderheid van het rode blok. 

## Functie
In het algemeen is de parlementaire basis een sleutelfactor voor de stabiliteit, efficiëntie en legitimiteit van een minderheidsregering. De taak van de parlementaire meerderheid is vooral het waarborgen dat het kabinet de meerderheid niet verliest. Daarom is het van cruciaal belang dat een regering haar parlementaire basis behoudt door middel van samenwerking, compromissen en effectief leiderschap. Vaak zal het dus zo zijn dat de parlementaire basis een beslissende invloed heeft op afspraken en beleid. 

## Vorm
De samenwerking tussen de parlementaire basis en de zittende regering kan zowel zeer los als zo nauw zijn dat het bijna lijkt alsof de parlementaire basis onderdeel is van de regering. Met andere woorden, het kan van alles zijn: van één of meer partijen die de regering eenvoudigweg stilzwijgend aanvaarden, tot een situatie waarin vrijwel het gehele beleid van de regering wordt overgenomen met de steun van de parlementaire basis.